# VCA Pictures
VCA Pictures è una casa di produzione e distribuzione di film pornografici statunitense. L'azienda è stata fondata da Russ Hampshire, ed ha avuto il suo periodo di maggior splendore fra la fine degli anni sessanta e metà anni ottanta, quella che è considerata l'"età dell'oro della pornografia". Nel corso degli anni settanta ed ottanta la VCA ha prodotto numerose produzioni pornografiche ad alto budget. Nel 1982 la VCA ha venduto 12 000 copie del film Insatiable al primo giorno di pubblicazione, diventando il video più venduto dell'anno negli Stati Uniti (non soltanto nel campo pornografico). Durante gli anni novanta Hampshire è stato arrestato per un anno per trasporto interstatale di materiale osceno.
Nel 2003 la compagnia è stata rilevata dalla Hustler Video, una filiale della Larry Flynt Publications. Tuttavia la VCA continua a mantenere un'identità separata rispetto al conglomerato della LFP. Nel 1998 la VCA ha distribuito il documentario Wadd: The Life & Times of John C. Holmes, e nel 2004 ha fornito il materiale con il quale è stato realizzato il documentario della HBO Pornucopia.

## Riconoscimenti
- 1984 AVN Award - 'Best Art director - Film' for 'Cafè Flesh'.[4]
- 1986 AVN Award - 'Best Film' for 'Raw Talent'
- 1986 AVN Award - 'Best Cinematography' for 'Raw Talent'[4]
- 1986 AVN Award - 'Best Screenplay - Film' for 'Raw Talent'
- 1987 AVN Award - 'Best Film' for 'The Devil in Miss Jones, Part 3'
- 1987 AVN Award - 'Best Screenplay - Film' for 'Sexually Altered States'
- 1988 AVN Award - 'Best All-Sex Release' for 'Baby Face II'.[4]
- 1988 ANV Award - 'Best Editing - Film' for 'Baby Face II'
- 1988 AVN Award - 'Best Editing - Video' for 'Edwin Durell's Dreamgirls'
- 1989 AVN Award - 'Best All-Sex Release' for 'Angel Puss'.[4]
- 1989 AVN Award - 'Best Film' for 'Pretty Peaches 2'
- 1989 AVN Award - 'Best Director - Film' for 'Pretty Peaches 2'
- 1989 ANV Award - 'Best Editing - Film' for 'Pretty Peaches 2'
- 1989 AVN Award - 'Best Director - Video' for 'Catwoman'
- 1989 AVN Award - 'Best Editing - Video' for 'Catwoman'
- 1989 AVN Award - 'Best Screenplay - Video' for 'Catwoman'
- 1989 AVN Award - 'Best Video Feature' for 'Catwoman'
- 1990 AVN Award - 'Best Couples Sex Scene' for 'The Chameleon'
- 1990 AVN Award - 'Best Video Feature' for 'Mad Love'
- 1991 AVN Award - 'Top Renting Release of the Year' for 'Pretty Peaches 3'
- 1991 AVN Award - 'Best Couples Sex Scene' for 'Beauty & the Beast 2'
- 1991 AVN Award - 'Best Director - Video' for 'Beauty & the Beast 2'
- 1991 AVN Award - 'Best Editing - Video' for 'Beauty & the Beast 2'
- 1991 AVN Award - 'Best Video Feature' for 'Beauty & the Beast 2'
- 1992 AVN Award - 'Top Selling Release of the Year' for 'New Have Hookers 2'
- 1992 AVN Award - 'Best Editing - Video' for 'Curse of the Catwoman'
- 1992 AVN Award - 'Best Video Feature' for 'Curse of the Catwoman'
- 1993 AVN Award - 'Best Compilation Tape' for 'Only the Very Best on Film'
- 1993 AVN Award - 'Top Selling Release of the Year' for 'Chameleons'
- 1993 AVN Award - 'Top Renting Release of the Year' for 'Chameleons'
- 1993 ANV Award - 'Best Editing - Film' for 'Chameleons'
- 1994 AVN Award - 'Top Renting Release of the Year' for 'New Wave Hookers 3'
- 1994 AVN Award - 'Best Editing - Video' for 'The Creasemaster's Wife'
- 1995 AVN Award - 'Best Film' for 'Sex'
- 1995 AVN Award - 'Best Editing - Film' for 'Sex'
- 1995 AVN Award - 'Best Art Direction - Film' for 'Sex'.[4]
- 1995 AVN Award - 'Best Art Direction - Video' for 'Bad Habits'
- 1995 AVN Award - 'Best Special Effects' for 'Virtual Sex'
- 1995 XRCO Award - 'Best Video' for 'Latex'[5]
- 1996 AVN Award - 'Top Selling Release of the Year' for 'Latex'
- 1996 AVN Award - 'Best Art Direction - Video' for 'Latex'
- 1996 AVN Award - 'Best Editing - Video' for 'Latex'
- 1996 AVN Award - 'Best Special Effects' for 'Latex'
- 1996 AVN Award - 'Best Video Feature' for 'Latex'
- 1996 AVN Award - 'Top Renting Release of the Year' for 'Latex'
- 1996 AVN Award - 'Best Cinematography' for 'Sex 2'[4]
- 1997 AVN Award - 'Top Selling Release of the Year' for 'Shock'
- 1997 AVN Award - 'Best Art Direction - Video' for 'Shock'
- 1997 AVN Award - 'Best Director - Video' for 'Shock'
- 1997 AVN Award - 'Best Editing - Video' for 'Shock'
- 1997 AVN Award - 'Best Special Effects' for 'Shock'
- 1997 AVN Award - 'Best Video Feature' for 'Shock'
- 1997 AVN Award - 'Top Renting Release of the Year' for 'Shock'
- 1998 AVN Award - 'Best All-Girl Release' for 'Diva 4'.[4]
- 1998 AVN Award - 'Best Art Direction - Video' for 'New Wave Hookers 5: The Next Generation'[4]
- 1998 AVN Award - 'Best Special Effects' for 'New Wave Hookers 5
- 1998 AVN Award - 'Top Renting Release of the Year' for 'New Wave Hookers 5
- 1998 XRCO Award - 'Best Video' for 'Cafe Flesh 2'[5]
- 1999 AVN Award - 'Best Couples Sex Scene' for 'Dream Catcher'
- 1999 AVN Award - 'Best Video Feature' for 'Cafe Flesh 2'[4]
- 1999 AVN Award - 'Best Special Effects' for 'Cafe Flesh 2'
- 1999 AVN Award - 'Best Ethnic-Themed Release' for 'Dinner Party at Six'
- 2000 AVN Award - 'Top Renting Release of the Year' for 'Devil in Miss Jones 6'
- 2000 AVN Award - 'Best Video Feature' for 'Dark Garden'
- 2000 AVN Award - 'Best Classic DVD' for 'The Devil in Miss Jones Parts III & IV'
- 2000 AVN Award - 'Best DVD' for 'Cashmere'
- 2000 AVN Award - 'Best Special Effects' for 'Cashmere'
- 2001 AVN Award - 'Best Classic DVD' for 'Chameleons Not the Sequel'
- 2001 AVN Award - 'Best Art Direction - Video' for 'Shayla's Web'
- 2001 AVN Award - 'Best DVD' for 'Raw'
- 2001 AVN Award - 'Best Screenplay - Video' for 'Raw'
- 2002 AVN Award - 'Best DVD' for 'Unreal'
- 2002 AVN Award - 'Best Classic DVD' for 'The Opening of Misty Beethoven'
- 2002 AVN Award - 'Best Sex Comedy' for 'Cap'n Mongo's Porno Playhouse'.[4]
- 2003 AVN Award - 'Best Classic DVD' for 'Pretty Peaches 2'
- 2004 AVN Award - 'Best Editing - Video' for 'New Wave Hookers 7'
- 2004 XRCO Award - 'Best Comedy or Parody' for 'Misty Beethoven: The Musical'[5]
- 2005 AVN Award - 'Best Sex Comedy' for 'Misty Beethoven: The Musical'.[4]
- 2005 AVN award - 'Most Outrageous Sex Scene' for Chloe, Ava Vincent and Randy Spears in Misty Beethoven: The Musical
- 2006 AVN award - 'Most Outrageous Sex Scene' for Joanna Angel in Re-Penetrator
- 2007 AVN Award- 'Best All Sex Release' for 'Neu Wave Hookers'. (shared with 'Blacklight Beauties' by Pulse Pictures)[4]